# پیام یزدانجو
پیام یزدانجو (زادهٔ ۱۳۵۴) نویسنده، مترجم، و پژوهشگر ایرانی است. ادبیات، فلسفه و هنر عرصه‌های اصلی فعالیت‌های او است. یزدانجو در سال ۱۳۸۸ از ایران به هند رفت، و از سال ۱۳۹۳ در فرانسه زندگی می‌کند.

## تحصیلات
پیام یزدانجو دانش‌آموختهٔ کارگردانی سینما (۱۳۷۹) و کارشناسی ارشد سینما (۱۳۸۲) از دانشگاه هنر (تهران) است. پایان‌نامهٔ کارشناسی ارشد او، که به راهنمایی مانی حقیقی ارائه شد، با عنوان «اکران اندیشه: فصل‌هایی در فلسفۀ سینما» منتشر شده‌است. یزدانجو در سال ۱۳۹۳ دکترای خود را در رشتهٔ مطالعات فرهنگی و رسانه‌ای از دانشکدهٔ ارتباطات و روزنامه‌نگاری دانشگاه پونا دریافت کرد؛ عنوان رسالهٔ دکترای او «هویت فرهنگی و رسانه‌های همگانی: سیاست فرهنگی در سینما و تلویزیون ایران و هند» بود.

## فعالیت‌ها
یزدانجو فعالیت ادبی خود را از سال ۱۳۷۶ آغاز کرد. نخستین داستان‌های کوتاه او در مجله کارنامه، به سردبیری هوشنگ گلشیری، منتشر شد و بعد از آن با نوشتن مقالات ادبی و انتقادی به وبلاگ‌نویسی و همچنین همکاری با نشریات مختلف پرداخت. یزدانجو نخستین مجموعه داستان خود، شب به خیر یوحنا، را در سال ۱۳۸۱ منتشر کرد و نخستین رمان‌اش، فرانکولا، یا پرومتۀ پسامدرن، در سال ۱۳۸۳ منتشر شد. موزۀ اشیای گم‌شده، دومین مجموعه داستان یزدانجو، در سال ۱۳۸۸، و سومین مجموعه داستان‌ او، باران بمبئی، در سال ۱۳۹۵ منتشر شد. روزها و رؤیاها، دومین رمان او، در سال ۱۳۹۷ منتشر شده‌است.  
به موازات فعالیت‌های ادبی، یزدانجو به تدوین و ترجمهٔ آثار پرشماری در زمینهٔ فلسفه‌های پسامدرنیسم و نگره‌های پساساختارگرایی پرداخته و، در کنار مؤلفانی مانند بابک احمدی، آرای برخی از مهم‌ترین متفکران معاصر، به ویژه رولان بارت، ژاک دریدا، و ژان بودریار، را به مخاطبان فارسی‌زبان معرفی کرده‌است. آخرین ترجمهٔ او در این زمینه پیشامد، بازی، و همبستگی، نوشتهٔ ریچارد رورتی، است.
پیام یزدانجو از ۱۳۸۲ تا ۱۳۸۸ به عنوان ویراستار و عضو هیئت تحریریه، و همچنین دبیر مجموعهٔ اندیشه‌گران انتقادی، با نشر مرکز همکاری داشته‌است. تدریس در دانشگاه هنر و دانشگاه سوره، و سخنرانی در مجامع فرهنگی و دانشگاهی، از جمله خانه هنرمندان ایران و دانشکده هنرهای زیبا، از دیگر فعالیت‌های او است.

### آثار داستانی
- شب به خیر، یوحنا (۱۳۸۱) (نامزد جایزۀ «بنیاد هوشنگ گلشیری» برای بهترین مجموعه داستان اول)
- فرانکولا، یا پرومته‌ی پسامدرن (۱۳۸۳) (تحسین‌شده از طرف «انجمن ادبیات داستانی متفاوت»)
- موزه‌ی اشیای گم‌شده (۱۳۸۸)
- باران بمبئی (۱۳۹۵) (برندۀ «جایزۀ ادبی هفت اقلیم» به عنوان بهترین مجموعه داستان سال)
- روزها و رؤیاها (۱۳۹۷) (نامزد «جایزۀ ادبی جلال آل احمد» برای بهترین رمان سال)
- شب گم‌شده (۱۴۰۰) (مجموعه‌ای از داستان‌های کوتاه با گزینش و ویرایش نویسنده)

### گزیدهٔ ترجمه‌ها و تألیف‌ها
- فوکو را فراموش کن، نوشتهٔ ژان بودریار (۱۳۷۹)
- ادبیات پسامدرن: گزارش، نگرش، نقادی (۱۳۷۹)
- بینامتنیت، نوشتهٔ گراهام آلن (۱۳۸۰)
- در سایهٔ اکثریت‌های خاموش، نوشتهٔ ژان بودریار (۱۳۸۱)
- فرهنگ اندیشهٔ انتقادی، ویراستهٔ مایکل پین (۱۳۸۲، ویراست دوم ۱۳۹۹)
- لذت متن، نوشتهٔ رولان بارت (۱۳۸۲)
- به سوی پسامدرن: پساساختارگرایی در مطالعات ادبی (۱۳۸۲)
- رولان بارت نوشتۀ رولان بارت (۱۳۸۳)
- اکران اندیشه: فصل‌هایی در فلسفهٔ سینما (۱۳۸۳)
- سخن عاشق: گزیده‌گویه‌ها، نوشتهٔ رولان بارت (۱۳۸۳)
- صید قزل‌آلا در آمریکا، نوشتهٔ ریچارد براتیگان (۱۳۸۴)
- شالوده‌شکنی، نوشتهٔ کریستوفر نوریس (۱۳۸۵)
- رولان بارت، نوشتهٔ گراهام آلن (۱۳۸۵)
- پیشامد، بازی، و همبستگی، نوشتهٔ ریچارد رورتی (۱۳۸۵)
- در رؤیای بابل، نوشتهٔ ریچارد براتیگان (۱۳۸۶)
- سراشیب شرق: شعرهایی از هندوستان، نوشتهٔ اکتاویو پاز (با همکاری مهدی جواهریان) (۱۳۹۶)

### بازسرایی متون کهن
- اوپانیشادها: کتاب‌های حکمت، با همکاری مهدی جواهریان (۱۳۸۷)
- گیتا: کتاب فرزانگی، با همکاری مهدی جواهریان (۱۳۸۷)
- سیذارتا: چنین زیست بودا، با همکاری مهدی جواهریان (۱۳۹۵)
- دهاماپادا: چنین گفت بودا، با همکاری مهدی جواهریان (۱۳۹۵)